# Самоволка (фильм, 1990)
«Самоволка» (англ. Lionheart) — американский художественный фильм в жанре боевика, вышедший в 1990 году. Съёмки картины прошли в ноябре-декабре 1989 года, в окрестностях Лос-Анджелеса и Лас-Вегаса. Премьера картины состоялась в рамках Каннского кинофестиваля (вне основной конкурсной программы) 18 мая 1990 года.

## Сюжет
Лион Готье — солдат 13-й полубригады Французского иностранного легиона, находясь в Джибути вместе со своей частью, получает тревожное письмо от своей невестки Хелен, в котором она сообщает, что его брат (её муж), живущий в Калифорнии, в критическом состоянии. Франсуа приторговывал наркотиками, и на одной сделке продавцы вместо кокаина пытались всучить ему сахар, однако Франсуа сразу обнаружил подмену и тогда бандиты облили его бензином и подожгли. С тяжёлыми ожогами он был доставлен в больницу, где в бреду повторял только имя своего брата Лиона. Готье просит об отпуске для встречи с умирающим братом, однако командир отказывает ему, и за неповиновение отправляет в карцер. Лион нападает на конвоиров, захватывает джип и скрывается в пустыне. Он добирается до порта и нанимается на корабль кочегаром. Французская разведка знает об адресе брата Готье. Командир решает послать в США двоих солдат: Мустафу и Хартога, чтобы помочь местным  властям найти арестовать беглеца, после чего предать военному суду.
Начальник обманул Готье, вместо Лос-Анджелеса судно приходит в Нью-Йорк. Лион выходит на берег и ищет возможность заработать денег на дорогу в Лос-Анджелес или хотя бы на телефонный звонок. Он набредает на подпольный тотализатор уличных боёв, организуемый Джошуа, и решает принять участие в бою. Тренированный солдат эффектно выигрывает схватку, после чего Джошуа показывает его Синтии — бизнес-леди, также организующей подпольные бои, но уже для состоятельных зрителей. Синтия пытается соблазнить Лиона, однако тот отвергает её ухаживания.
Лион выигрывает первый бой, заработав при этом 5000 долларов, и вместе с Джошуа отправляется к брату в Лос-Анджелес. Там, в больнице, он узнаёт, что его брат умер. Лион находит Хелен с её дочкой Николь. Вдова брата осталась без денег, но отказывается принимать помощь от Лиона, обвиняя того в смерти Франсуа.
Готье, вынужденный скрываться и желающий помочь семье брата, решает, что участие в подпольных боях — это единственный способ заработать деньги. Он возвращается к Синтии и принимает участие в боях, выигрывая одну схватку за другой. Заработанные им деньги Джошуа передаёт Хелене под видом страховки, которую якобы оформил Франсуа. Синтия решает устроить бой Лиона с иностранцем Аттилой. Аттила любит вначале поиграть с противниками, пропуская от них удары, а потом калечит их. Она достаёт видеоплёнку с боем Аттилы, где тот побеждает противника в присущей ему манере и стирает конец плёнки. Синтия и Рассел показывают плёнку организаторам, все решают что Лион легко победит Аттилу и ставят на него.
Мустафа и Хартог выслеживают и настигают Готье. Мустафа наносит Готье несколько мощных ударов, но тот обрушивает на бывших сослуживцев навес и скрывается. Врач говорит Готье, что у него сломаны рёбра, однако тот решает выйти на бой и ставит на свой выигрыш все свои деньги. Легионеры являются к Синтии, она заявляет им, что на бой уже поставлены большие деньги и что отдаст им Лиона лишь после того, как Аттила «порвёт» его. Мустафа и Хартог просят разрешения присутствовать на поединке. Джошуа узнаёт, что Синтия поставила на Аттилу и понимает, что дело нечисто.
Аттила замечает, что бок Лиона повреждён и целенаправленно бьёт туда, после чего посылает противника в нокдаун. Джошуа умоляет Лиона признать себя побеждённым, обещая, что Лион не потеряет деньги, поскольку сам поставил на Аттилу, но он отдаст Готье половину выигрыша. Жестоко избитый Готье поднимается и расправляется с Аттилой, а заодно нокаутирует и Рассела. Зрители, в том числе Мустафа и Хартог, единодушно болеют за Готье. Охрана задерживает Синтию, поставившую деньги в виде расписок. После боя легионеры разрешают Готье попрощаться с родными. Машина отъезжает, однако за углом легионеры отпускают Готье, желая ему удачи. Лион спешит обратно, на улице его встречают удивлённые и обрадованные Хелен, Николь и Джошуа.

## В ролях
- Жан-Клод Ван Дамм — Лион Готье
- Харрисон Пейдж — Джошуа Элдридж
- Дебора Реннард — Синтия
- Лиза Пеликан — Хелен Готье
- Эшли Джонсон — Николь Готье[3]
- Брайан Томпсон — Рассел
- Войо Горич — сержант Хартог
- Мишель Кисси — Мустафа
- Абдель Кисси — Аттила
- Джордж Макдэниел — ажюдан, командир Готье
- Эрик Карсон — доктор
- Эш Адамс — Франсуа Готье
- Уильям Ти Амос — наркоторговец
- Роз Босли — медсестра
- Деннис Ракер — легионер-ирландец
- Лью Хопсон — моряк
- Билли Блэнкс — легионер-африканец
- Скотт Шпигель — Pool Fight Bookie
- Джефф Спикмэн — охранник
- Шелдон Леттич (в титрах не указан) — рабочий в доке

## Ремейк
В сентябре 2014 года компания-правообладатель предложила Альберту Пьюну, уже работавшему с Жан-Клодом Ван Даммом над фильмом «Киборг», заняться постановкой ремейка «Самоволки» при непосредственном участии актёра. Режиссёр выразил сомнение в необходимости нового фильма, но выразил готовность взяться за работу, если ему будет предоставлена свобода действия на съёмочной площадке.